# シモーネ・コッホ
シモーネ・コッホ＝シュナーベル（Simone Koch-Schnabel、1969年10月25日 - ）は、ドレスデン生まれの女性フィギュアスケート選手。1988年カルガリーオリンピック女子シングル東ドイツ代表。1983年世界ジュニア選手権優勝。

## 経歴
旧東ドイツのドレスデンに生まれた。ドレスデンのスケートクラブから東ベルリンのクラブに移り、イングリッド・レーマンに師事した。
1982-1983年シーズン、初出場の世界ジュニア選手権で優勝。翌1983-1984年シーズンは同じ東ドイツ代表のカーリン・ヘンチュケに敗れたものの2位となった。
1984-1985年シーズンより本格的にシニアに転向。東ドイツ国内選手権ではカタリナ・ヴィットに次ぐ選手として活動。1988年カルガリーオリンピックにカタリナ・ヴィットとともに東ドイツ代表として出場したが、コンパルソリーフィギュアで大きく出遅れ総合9位に終わった。欧州選手権および世界選手権にはそれぞれ3度出場し、最高位は欧州選手権の4位でメダルを取ることはなかった。
1988-1989年シーズンを最後に一度競技から退いたが、東西ドイツ統一後に再度競技に復帰。ドイツ選手権に2度出場し、それぞれ6位と7位という結果を残している。

## 主な戦績
| 大会/年        | 1982-83 | 1983-84 | 1984-85 | 1985-86 | 1986-87 | 1987-88 | 1988-89 |
| -------------- | ------- | ------- | ------- | ------- | ------- | ------- | ------- |
| オリンピック   |         |         |         |         |         | 9       |         |
| 世界選手権     |         |         | 14      | 12      |         | 8       |         |
| 欧州選手権     |         | 7       | 4       |         |         | 5       |         |
| 東ドイツ選手権 |         |         | 2       | 3       | 3       | 2       | 3       |
| 世界Jr.選手権  | 1       | 2       |         |         |         |         |         |
| NHK杯          |         | 2       |         |         |         |         | 5       |